# Филсков
Филсков (дат. Filskov) — село, находящееся в муниципалитете Биллунн, в южной Ютландии, Дания. Население Филскова составляет 664 человека (2018).
Расположен в 9 километрах от Биллунна, а также на бывшей железнодорожной линии «Langå—Bramming».

## История
У Филскова очень мало сведений о более ранней истории, но несколько курганов свидетельствуют о том, что поселение относится к древним временам. В XII веке на данной территории была построена церковь. При этом область была богата болотными рудами, из которых можно было добыть железо. Во время постепенного заселения в Филсков — был необходим древесный уголь для продолжения добычи болотных руд, из-за чего деревья на местности Филскова были вырублены и почти полностью исчезли в 1761 году. В результате местность поселения больше стала похожа на болотистую.
В XVII веке наступил упадок населения из-за чумы и частых грабежей от шведов. Когда в 1660 году беспорядки в районе Филскова закончились, две из пяти ферм Филскова были заброшены, однако через четыре года их вновь заселили. В течение XVIII века населения Филскова немного сократилось, так как были плохие времена для крестьян. 
В 1787 году в Филскове жило 53 человека, а в 1880 — 81.
В 1853 году в Филскове была построена гостиница «Filskov Kro».

## Климат
| Показатель                    | Янв. | Фев. | Март | Апр. | Май  | Июнь | Июль | Авг. | Сен. | Окт. | Нояб. | Дек. | Год  |
| ----------------------------- | ---- | ---- | ---- | ---- | ---- | ---- | ---- | ---- | ---- | ---- | ----- | ---- | ---- |
| Средний суточный максимум, °C | 2,7  | 3    | 5,2  | 9,4  | 14,7 | 18,1 | 19,2 | 19,5 | 16,1 | 11,9 | 7,1   | 3,8  | 10,9 |
| Средняя температура, °C       | −0,2 | −0,2 | 2    | 6    | 10,6 | 14,1 | 15,4 | 15,4 | 12,6 | 9    | 4     | 2,1  | 7,6  |
| Средний суточный минимум, °C  | −3   | −3,3 | −1,1 | 2,4  | 6,6  | 10,1 | 11,7 | 11,3 | 9,1  | 5,9  | 1     | 0,5  | 4,3  |
| Норма осадков, мм             | 67   | 47   | 54   | 48   | 52   | 60   | 73   | 80   | 86   | 95   | 97    | 82   | 841  |

## Известные уроженцы
- Оле Кирк Кристиансен (1891-1958) — датский предприниматель и изобретатель, основатель компании LEGO.

## Галерея

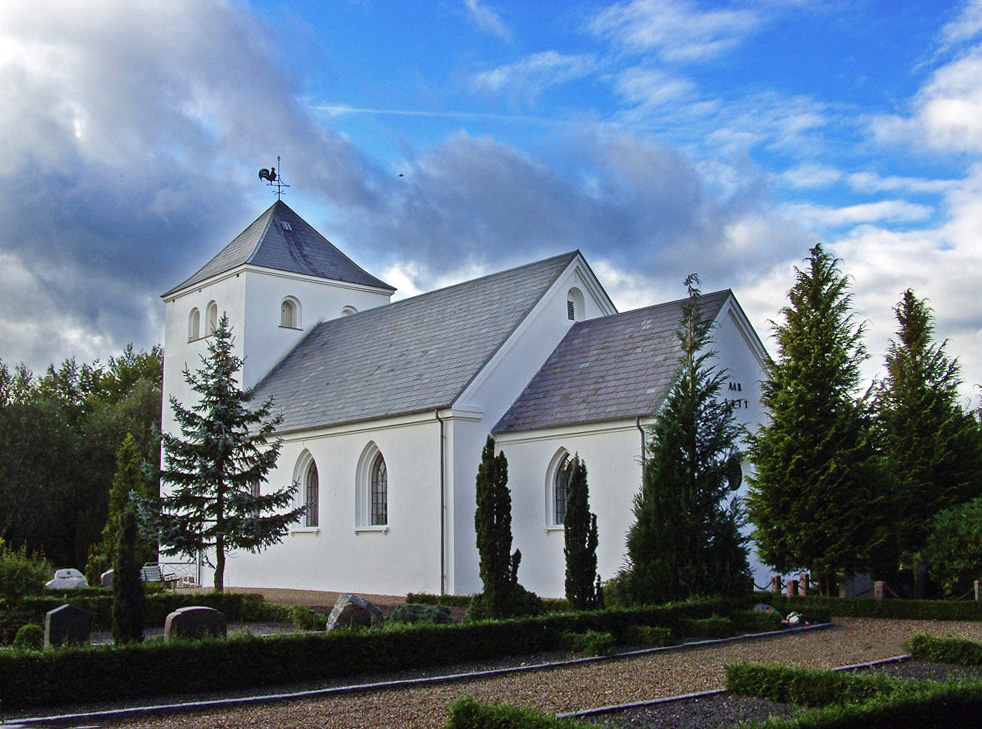
Церковь Филскова
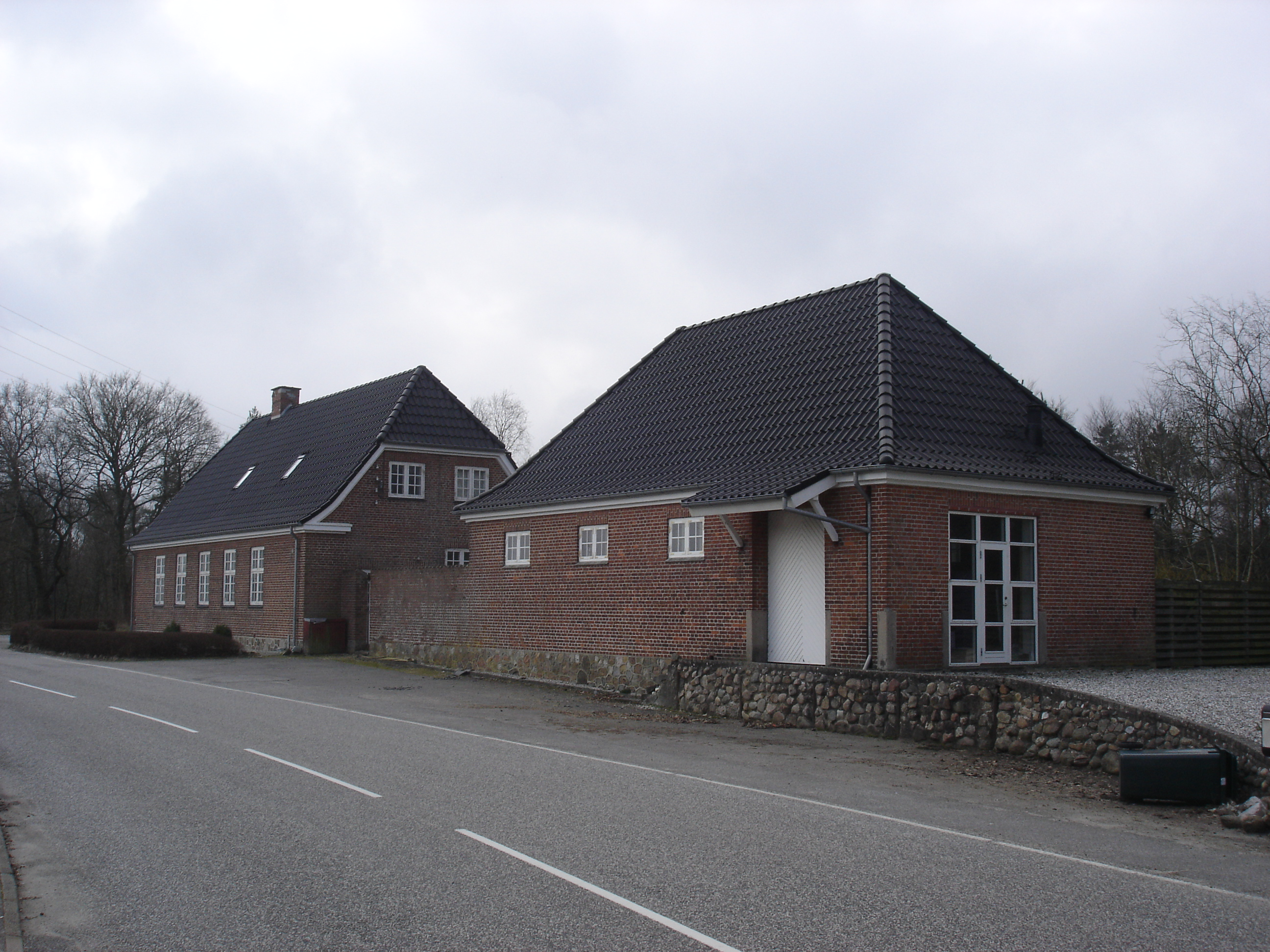
Железнодорожная станция
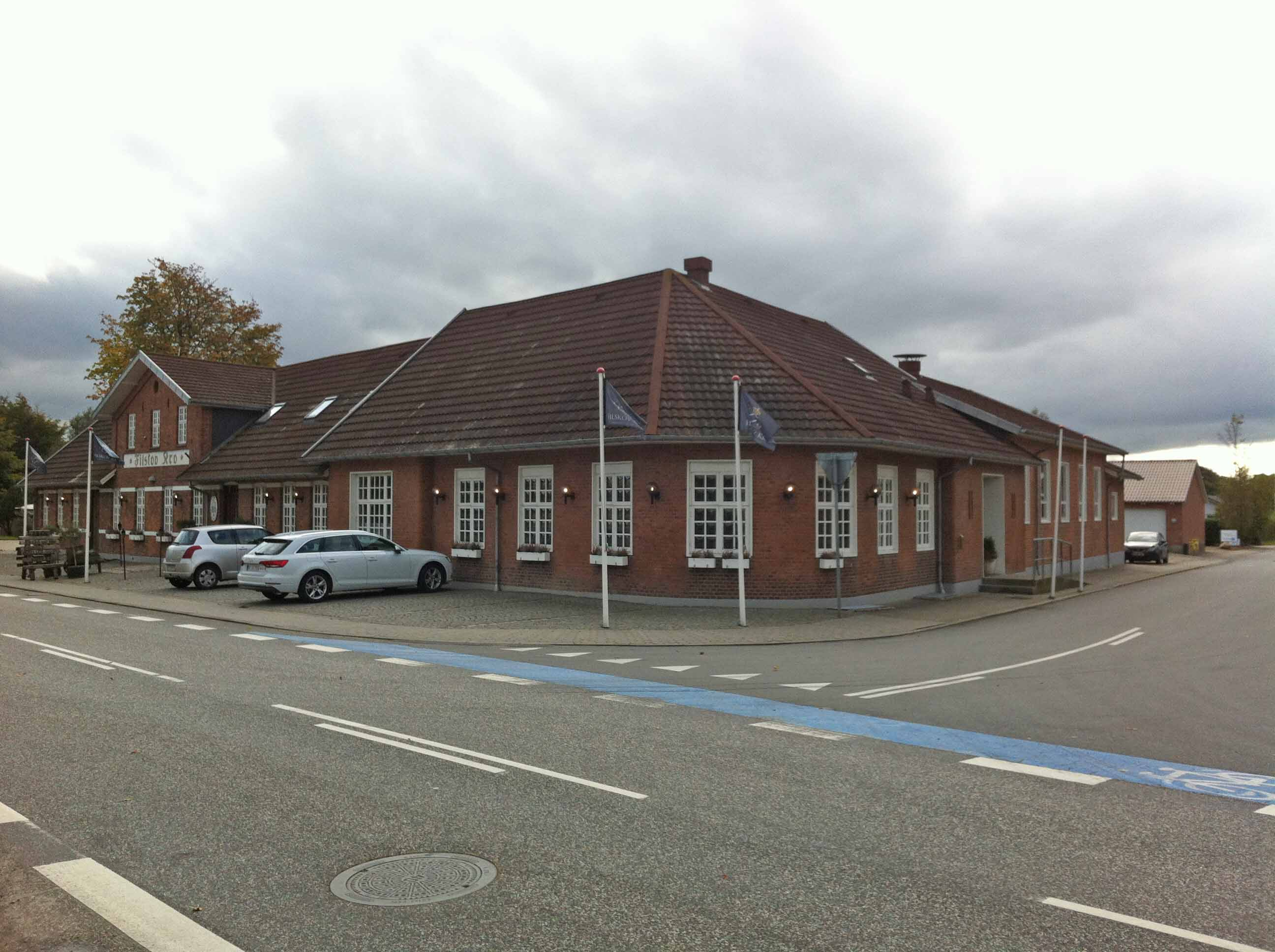
Гостиница «Filskov Kro»